# Trying Not to Love You
Trying Not to Love You è un singolo del gruppo rock canadese Nickelback, pubblicato nel 2012 ed estratto dall'album Here and Now.

## Video
Al videoclip della canzone, ambientato in un bar, hanno partecipato tra gli altri Jason Alexander e Brooke Burns.